# Esteve Agulló Monton
Esteve Agulló Monton   (Barcelona, 6 de juliol de 1936 - 4 de març de 2021) fou un dissenyador català.
Va cursar estudis d'arquitectura tècnica a Barcelona. Va iniciar la seva tasca com a dissenyador treballant per a Mambar i Manufactures Efe. Va realitzar també treballs en l'àmbit de l'arquitectura i l'interiorisme amb Álvaro Martínez Costa i Ferran Freixa. Més endavant va crear l'empresa Galo/ben, essent així un dels pioners del disseny i la producció de mobles d'oficina a Espanya.
El 1974 comença a treballar amb l'arquitecte Mariano Pi i el 1983, juntament amb Jordi Montaña i Josep Maria Trias, va crear QUOD, empresa dedicada al desenvolupament de projectes pluridisciplinaris de disseny i màrqueting. El 1997 va tornar a la seva feina com a dissenyador independent.
Va ser professor a l'Escola Elisava de Barcelona i els seus productes han estat guardonats amb nombrosos Premis Delta i seleccions ADI/FAD. Entre els dissenys més destacats podem esmentar una maquineta d'afaitar (1968), realitzada juntament amb Álvaro Martínez Costa o la cadira Fano (1972) per a l'empresa Grassoler.